# Leptocuma forsmani
Leptocuma forsmani är en kräftdjursart som beskrevs av John Todd Zimmer 1943. Leptocuma forsmani ingår i släktet Leptocuma och familjen Bodotriidae.
Artens utbredningsområde är Baja California (Mexiko). Inga underarter finns listade i Catalogue of Life.